# Mugharet el'Aliya
Mugharet el'Aliya ist eine archäologische und paläoanthropologische Fundstätte in einer Höhle an der marokkanischen Atlantik-Küste, südlich vom Ras (Cap) Ashakar und 13 Kilometer südöstlich von Tanger. Belege für den Aufenthalt von Menschen in der el'Aliya-Höhle reichen vom späten Middle Stone Age bis in die Epoche der arabischen Eroberung des Maghreb, also über mehrere zehntausend Jahre. Zu den bedeutendsten Funden gehört das linke Oberkiefer-Fragment eines ca. neun Jahre alten Kindes aus der Kultur des Atériens.

## Forschung
Mugharet el'Aliya war seit Beginn des 20. Jahrhunderts lokal bekannt als Fundort von Steinwerkzeugen aus dem Later Stone Age und der Jungsteinzeit. Dies hatte zur Folge, dass zwischen 1936 und 1940 mehrere Gruppen US-amerikanischer Wissenschaftler in drei Kampagnen Ausgrabungen in der Höhle durchführten. Im Verlauf der dritten Kampagne wurde 1939 das Oberkiefer-Fragment entdeckt und 1940 erstmals wissenschaftlich beschrieben.
Das Fragment (Sammlungsnummer: Mugharet el-'Aliya 1) mit seinen drei noch nicht durchgebrochenen Zähnen wurde vermutlich beim Sieben von Sand entdeckt, der aus der untersten und ältesten Fundschicht stammte und auch die Steinwerkzeuge aus dem Atérien enthielt. Heute ist die Höhle fast vollständig von Sedimenten geräumt, so dass die genaue Herkunft des Fossils nicht mehr bestimmt werden kann, mit der Folge, dass auch sein Alter nicht mehr anhand geologischer Befunde erschließbar ist. Messungen an Begleitfunden ergaben, dass der Oberkiefer sowie drei einzeln gefundene Zähne zwischen 60.000 und 35.000 Jahre alt sind. Das nur rund vier Zentimeter große Fragment wurde teils dem Neandertaler, teils dem anatomisch modernen Menschen (Homo sapiens) zugeschrieben, was u. a. dem Umstand geschuldet ist, dass die Kiefer und Zähne der Kinder beider Populationen einander stärker ähneln als die der Erwachsenen. 2023 kam eine Studie über die morphologischen Merkmale und insbesondere aufgrund eines Vergleichs des Fragments mit dem Fund Qafzeh 10 aus Israel zu dem Ergebnis, dass es sich um ein Kind des Homo sapiens handelt. 2025 wurde dieser Befund unterstützt durch eine Analyse der vollständig ausgebildeten Zahnkronen-Oberflächen der drei Zähne (Eckzahn, 3. und 5. Prämolar), von denen zum Zeitpunkt des Todes noch keiner durchgebrochen war und deren Wurzeln noch nicht vollständig entwickelt waren. Angemerkt wurde zudem, dass die Merkmale der Zahnkronen vergleichbar sind mit anderen Funden aus der Kultur des Atériens.

## Belege
1. ↑  Abdeljalil Bouzouggar, Janusz K. Kozłowski und Marcel Otte: Étude des ensembles lithiques atériens de la grotte d’El Aliya à Tanger (Maroc). In: L'Anthropologie. Band 106, Nr. 2, 2002, S. 207–248, doi:10.1016/S0003-5521(02)01090-7.
2. ↑  P. J. Wrinn und W. J. Rink: ESR Dating of Tooth Enamel From Aterian Levels at Mugharet el ‘Aliya (Tangier, Morocco). In: Journal of Archaeological Science. Band 30, Nr. 1, 2003, S. 123–133, doi:10.1006/jasc.2002.0813.
3. ↑  Carolin Röding, Chris Stringer, Rodrigo S. Lacruz und Katerina Harvati: Mugharet el'Aliya: Affinities of an enigmatic north African Aterian maxillary fragment. In: American Journal of Biological Anthropology. Band 180, Nr. 2, 2023, S. 352–369, doi:10.1002/ajpa.24642.
4. ↑  Carolin Röding et al.: Dentition of the Mugharet El'Aliya Fossil Human Maxilla, Morocco. In: American Journal of Biological Anthropology. Band 186, Nr. 2, 2025, e70015, doi:10.1002/ajpa.70015.

Koordinaten: 35° 45′ 36,9″ N, 5° 56′ 21,4″ W